# Francisco Mardones Otaíza
Francisco Mardones Otaíza (Santiago, 29 de mayo de 1877 - ibíd, 23 de julio de 1950) fue un ingeniero, académico y político chileno. Se desempeñó como ministro de Estado en varios gobiernos. Además, fue decano de la Facultad de Ciencias Físicas y Matemáticas de la Universidad de Chile y rector interino de dicha casa de estudios.

## Familia y estudios
Nació el Santiago, el 29 de mayo de 1877, hijo de Francisco Mardones y Carmen Otaíza. Realizó sus estudios superiores en la Facultad de Ciencias Físicas y Matemáticas de la Universidad de Chile (FCFM), desde donde se tituló como ingeniero civil y en minas en 1901.
Se casó con Berta Restat Cortés, con quien tuvo dieciséis hijos; Fernando, Héctor, Jorge, Ignacio, Lucía, Carlos, María Elena, Enrique, María Teresa, Francisco, Manuel, Ana María, Adriana, Berta, Julio y Gonzalo.

## Carrera académica y profesional
En la Universidad de Chile ejerció como profesor de geometría (1900-1919), física industrial (1913-1919) y de caminos y vías férreas (1919-1928) en la FCFM. También fue profesor de estadística en el Instituto Superior de Comercio (1901-1903).
Ejerció como secretario (1910-1920) y decano (1920-1927) de la Facultad de Ciencias Físicas y Matemáticas de la Universidad de Chile. En 1926 fue rector interno de la Universidad de Chile.[cita requerida] El 11 de noviembre de 1949 fue incorporado como miembro de número de la Facultad de Ciencias Físicas y Matemáticas.
Trabajó como ingeniero en la Dirección General de Obras Públicas (1901-1904) y en la Empresa de los Ferrocarriles del Estado, donde integró la Dirección de Vías y Obras (1904-1914), repartición de la que fue director desde 1911, y fue inspector jefe (1914-1927). Posteriormente fue director de la Compañía Carbonífera de Lebu (1924-1925) y de la Compañía de Telégrafos Comerciales desde 1932.

## Carrera política
Militante del Partido Democrático, ejerció como de Obras Públicas entre 1923 y 1924; y ministro del Interior entre agosto y octubre de 1925, durante el primer gobierno del presidente liberal Arturo Alessandri. Posteriormente, ejercería como ministro de Hacienda en el gobierno provisional del general Bartolomé Blanche, entre septiembre y octubre de 1932.